# Mã Hamming
Trong viễn thông (telecommunication), mã Hamming là một mã sửa lỗi tuyến tính (linear error-correcting code), được đặt tên theo tên của người phát minh ra nó,  [./Https://en.wikipedia.org/wiki/Richard_Hamming Richard Hamming]. Mã Hamming có thể phát hiện một bit hoặc hai bit bị lỗi (single and double-bit errors). Mã Hamming còn có thể sửa các lỗi do một bit bị sai gây ra. Ngược lại với mã của ông, mã chẵn lẻ (parity code) đơn giản vừa không có khả năng phát hiện các lỗi khi 2 bit cùng một lúc bị hoán vị (0 thành 1 và ngược lại), vừa không thể giúp để sửa được các lỗi mà nó phát hiện được.

## Lịch sử
Trong những năm của thập niên kỷ 1940, Hamming làm việc tại Bell Labs trên máy tính Bell Model V, một máy điện cơ (electromechanical) dùng rơ-le (relay-based), với tốc độ rất chậm, mấy giây đồng hồ một chu kỳ máy.  Nhập liệu được cho vào máy bằng những cái thẻ đục lỗ (punch cards), và hầu như máy luôn luôn gây lỗi trong khi đọc. Trong những ngày làm việc trong tuần, những mã đặc biệt được dùng để tìm ra lỗi và mỗi khi tìm được, nó nhấp nháy đèn báo hiệu, báo cho người điều khiển biết để họ sửa, điều chỉnh máy lại. Trong thời gian ngoài giờ làm việc hoặc trong những ngày cuối tuần, khi người điều khiển máy không có mặt, mỗi khi có lỗi xảy ra, máy tính tự động bỏ qua chương trình đương chạy và chuyển sang công việc khác.
Hamming thường làm việc trong những ngày cuối tuần và ông càng ngày càng trở nên bực tức mỗi khi ông phải khởi động lại các chương trình ứng dụng từ đầu, do chất lượng kém, không đáng tin cậy (unreliability) của bộ máy đọc các thẻ đục lỗ. Mấy năm tiếp theo đó, ông dồn tâm lực vào việc xây dựng hằng loạt các thuật toán có hiệu quả cao để giải quyết vấn đề sửa lỗi. Năm 1950, ông đã công bố một phương pháp mà hiện nay được biết là Mã Hamming. Một số chương trình ứng dụng hiện thời vẫn còn sử dụng mã này của ông.

## Các mã trước thời kỳ của Hamming
Nhiều mã phát hiện lỗi đơn giản đã được sử dụng trước khi có mã Hamming, nhưng không có mã nào hiệu quả bằng mã Hamming với một tổng phí tương đương.

### Mã chẵn lẻ
Mã chẵn lẻ thêm một bit vào trong dữ liệu, và bit cho thêm này cho biết số lượng bit có giá trị 1 của đoạn dữ liệu nằm trước là một số chẵn hay một số lẻ. Nếu một bit bị thay đổi trong quá trình truyền dữ liệu, giá trị chẵn lẻ trong thông điệp sẽ thay đổi và do đó có thể phát hiện được lỗi (Chú ý rằng bit bị thay đổi có thể lại chính là bit kiểm tra). Theo quy ước chung, bit kiểm tra có giá trị bằng 1 nếu số lượng bit có giá trị một trong dữ liệu là một số lẻ, và giá trị của bit kiểm tra bằng 0 nếu số lượng bit có giá trị một trong dữ liệu là một số chẵn. Nói cách khác, nếu đoạn dữ liệu và bit kiểm tra được gộp lại cùng với nhau, số lượng bit có giá trị bằng 1 luôn luôn là một số chẵn.
Việc kiểm tra dùng mã chẵn lẻ là một việc không được chắc chắn cho lắm, vì nếu số bit bị thay đổi là một số chẵn (2, 4, 6 - cả hai, bốn hoặc sáu bit đều bị hoán vị) thì mã này không phát hiện được lỗi. Hơn nữa, mã chẵn lẻ không biết được bit nào là bit bị lỗi, kể cả khi nó phát hiện là có lỗi xảy ra. Toàn bộ dữ liệu đã nhận được phải bỏ đi, và phải truyền lại từ đầu. Trên một kênh truyền bị nhiễu, việc truyền nhận thành công có thể mất rất nhiều thời gian, nhiều khi còn không truyền được nữa. Mặc dù việc kiểm tra bằng mã chẵn lẻ không được tốt cho lắm, song vì nó chỉ dùng 1 bit để kiểm tra cho nên nó có số tổng phí (overhead) thấp nhất, đồng thời, nó cho phép phục hồi bit bị thất lạc nếu người ta biết được vị trí của bit bị thất lạc nằm ở đâu.

### Mã hai-trong-năm
Trong những năm của thập niên kỷ 1940, Bell có sử dụng một mã hiệu phức tạp hơn một chút, gọi là mã hai-trong-năm (two-out-of-five code). Mã này đảm bảo mỗi một khối 5 bit (còn được gọi là khối-5) có chính xác hai bit có giá trị bằng 1. Máy tính có thể nhận ra là dữ liệu nhập vào có lỗi nếu trong một khối 5 bit không 2 bit có giá trị bằng 1. Tuy thế, mã hai-trong-năm cũng chỉ có thể phát hiện được một đơn vị bit mà thôi; nếu trong cùng một khối, một bit bị lộn ngược thành giá trị 1, và một bit khác bị lộn ngược thành giá trị 0, quy luật hai-trong-năm vẫn cho một giá trị đúng (remained true), và do đó nó không phát hiện là có lỗi xảy ra.

### Tái diễn dữ liệu
Một mã nữa được dùng trong thời gian này là mã hoạt động bằng cách nhắc đi nhắc lại bit dữ liệu vài lần (tái diễn bit được truyền) để đảm bảo bit dữ liệu được truyền, truyền đến nơi nhận trọn vẹn. Chẳng hạn, nếu bit dữ liệu cần được truyền có giá trị bằng 1, một mã tái diễn n=3 sẽ cho truyền gửi giá trị "111". Nếu ba bit nhận được không giống nhau, thì hiện trạng này báo cho ta biết rằng, lỗi trong truyền thông đã xảy ra. Nếu kênh truyền không bị nhiễu, tương đối đảm bảo, thì với hầu hết các lần truyền, trong nhóm ba bit được gửi, chỉ có một bit là bị thay đổi. Do đó các nhóm 001, 010, và 100 đều tương đương cho một bit có giá trị 0, và các nhóm 110, 101, và 011 đều tương đương cho một bit có giá trị 1 - lưu ý số lượng bit có giá trị 0 trong các nhóm được coi là có giá trị 0, là đa số so với tổng số bit trong nhóm, hay 2 trong 3 bit, tương đương như vậy, các nhóm được coi là giá trị 1 có số lượng bit bằng 1 nhiều hơn là các bit có giá trị 0 trong nhóm - chẳng khác gì việc các nhóm bit được đối xử như là "các phiếu bầu" cho bit dữ liệu gốc vậy. Một mã có khả năng tái dựng lại thông điệp gốc trong một môi trường nhiễu lỗi được gọi là mã "sửa lỗi" (error-correcting code).
Tuy nhiên, những mã này không thể sửa tất cả các lỗi một cách đúng đắn hoàn toàn. Chẳng hạn chúng ta có một ví dụ sau: nếu một kênh truyền đảo ngược hai bit và do đó máy nhận thu được giá trị "001", hệ thống máy sẽ phát hiện là có lỗi xảy ra, song lại kết luận rằng bit dữ liệu gốc là bit có giá trị bằng 0. Đây là một kết luận sai lầm. Nếu chúng ta tăng số lần các bit được nhắc lại lên 4 lần, chúng ta có thể phát hiện tất cả các trường hợp khi 2 bit bị lỗi, song chúng ta không thể sửa chữa chúng được (số phiếu bầu "hòa"); với số lần nhắc lại là 5 lần, chúng ta có thể sửa chữa tất cả các trường hợp 2 bit bị lỗi, song không thể phát hiện ra các trường hợp 3 bit bị lỗi.
Nói chung, mã tái diễn là một mã hết sức không hiệu quả, giảm công suất xuống 3 lần so với trường hợp đầu tiên trong ví dụ trên của chúng ta, và công suất làm việc giảm xuống một cách nhanh chóng nếu chúng ta tăng số lần các bit được nhắc lại với mục đích để sửa nhiều lỗi hơn.

Mô hình của một mã 7-bit, bao gồm 4 bit dữ liệu (3,5,6,7) và 3 bit chẵn lẻ (1,2,4). Sự liên quan của các bit dữ liệu với bit chẵn lẻ được biểu hiện bằng các phần của hình tròn gối lên nhau. Bit thứ 1 kiểm tra bit thứ (3, 5, 7), trong khi bit 2 kiểm tra bit (3, 6, 7). Lưu ý, các vị trị (1,2,4 v.v.) thực ra là vị trí 2^{0}, 2^{1}, 2^{2} v.v.

Các bit dữ liệu và bit chẵn lẻ trong mối quan hệ chồng gối với nhau. Các bit chẵn lẻ được tính dùng quy luật "số chẵn". Giá trị của nhóm dữ liệu là 1100110 - các bit chẵn lẻ được in đậm, và đọc từ phải sang trái.

Càng nhiều bit sửa lỗi thêm vào trong thông điệp, và các bit ấy được bố trí theo một cách là mỗi bỗ trí của nhóm các bit bị lỗi tạo nên một hình thái lỗi riêng biệt, thì chúng ta có thể xác định được những bit bị sai. Trong một thông điệp dài 7-bit, chúng ta có 7 khả năng một bit có thể bị lỗi, như vậy, chỉ cần 3 bit kiểm tra (23 = 8) là chúng ta có thể, không những chỉ xác định được là lỗi trong truyền thông có xảy ra hay không, mà còn có thể xác định được bit nào là bit bị lỗi.
Hamming nghiên cứu các kế hoạch mã hóa hiện có, bao gồm cả mã hai-trong-năm, rồi tổng quát hóa khái niệm của chúng. Khởi đầu, ông xây dựng một danh mục (nomenclature) để diễn tả hệ thống máy, bao gồm cả số lượng bit dùng cho dữ liệu và các bit sửa lỗi trong một khối. Chẳng hạn, bit chẵn lẻ phải thêm 1 bit vào trong mỗi từ dữ liệu (data word). Hamming diễn tả phương pháp này là mã (8,7). Nó có nghĩa là một từ dữ liệu có tổng số bit là 8 bit, trong đó chỉ có 7 bit là các bit của dữ liệu mà thôi. Theo phương pháp suy nghĩ này, mã tái diễn (nhắc lại) ở trên phải được gọi là mã (3,1). Tỷ lệ thông tin là tỷ lệ được tính bằng việc lấy con số thứ hai chia cho con số thứ nhất. Như vậy với mã tái diễn (3,1) ở trên, tỷ lệ thông tin của nó là {\displaystyle {\begin{matrix}{\frac {1}{3}}\end{matrix}}}.
Hamming còn phát hiện ra nan đề với việc đảo giá trị của hai hoặc hơn hai bit nữa, và miêu tả nó là "khoảng cách" (distance) (hiện nay nó được gọi là khoảng cách Hamming (Hamming distance) - theo cái tên của ông). Mã chẵn lẻ có khoảng cách bằng 2, vì nếu có 2 bit bị đảo ngược thì lỗi trong truyền thông trở nên vô hình, không phát hiện được. Mã tái diễn (3,1) có khoảng cách là 3, vì 3 bit, trong cùng một bộ ba, phải bị đổi ngược trước khi chúng ta được một từ mã khác. Mã tái diễn (4,1) (mỗi bit được nhắc lại 4 lần) có khoảng cách bằng 4, nên nếu 2 bit trong cùng một nhóm bị đảo ngược thì lỗi đảo ngược này sẽ đi thoát mà không bị phát hiện.
Cùng một lúc, Hamming quan tâm đến hai vấn đề; tăng khoảng cách và đồng thời tăng tỷ lệ thông tin lên, càng nhiều càng tốt. Trong những năm thuộc niên kỷ 1940, ông đã xây dựng một số kế hoạch mã hóa. Những kế hoạch này đều dựa trên những mã đang tồn tại song được nâng cấp và tiến bộ một cách sâu sắc. Bí quyết chìa khóa cho tất cả các hệ thống của ông là việc cho các bit chẵn lẻ gối lên nhau (overlap), sao cho chúng có khả năng tự kiểm tra lẫn nhau trong khi cùng kiểm tra được dữ liệu nữa.
Thuật toán cho việc sử dụng bit chẵn lẻ trong 'mã Hamming' thông thường cũng tương đối đơn giản:
1. Tất cả các bit ở vị trí là các số mũ của 2 (powers of two) được dùng làm bit chẵn lẻ. (các vị trí như 1, 2, 4, 8, 16, 32, 64 v.v. hay nói cách khác 20, 21, 22, 23, 24, 25, 26 v.v.)
2. Tất cả các vị trí bit khác được dùng cho dữ liệu sẽ được mã hóa. (các vị trí 3, 5, 6, 7, 9, 10, 11, 12, 13, 14, 15, 17, etc.)
3. Mỗi bit chẵn lẻ tính giá trị chẵn lẻ cho một số bit trong từ mã (code word). Vị trí của bit chẵn lẻ quyết định chuỗi các bit mà nó luân phiên kiểm tra và bỏ qua (skips).
  - Vị trí 1 (n=1): bỏ qua 0 bit(n-1), kiểm 1 bit(n), bỏ qua 1 bit(n), kiểm 1 bit(n), bỏ qua 1 bit(n), v.v.
  - Vị trí 2(n=2): bỏ qua 1 bit(n-1), kiểm 2 bit(n), bỏ qua 2 bit(n), kiểm 2 bit(n), bỏ qua 2 bit(n), v.v.
  - Vị trí 4(n=4): bỏ qua 3 bit(n-1), kiểm 4 bit(n), bỏ qua 4 bit(n), kiểm 4 bit(n), bỏ qua 4 bit(n), v.v.
  - Vị trí 8(n=8): bỏ qua 7 bit(n-1), kiểm 8 bit(n), bỏ qua 8 bit(n), kiểm 8 bit(n), bỏ qua 8 bit(n), v.v.
  - Vị trí 16(n=16): bỏ qua 15 bit(n-1), kiểm 16 bit(n), bỏ qua 16 bit(n), kiểm 16 bit(n), bỏ qua 16 bit(n), v.v.
  - Vị trí 32(n=32): bỏ qua 31 bit(n-1), kiểm 32 bit(n), bỏ qua 32 bit(n), kiểm 32 bit(n), bỏ qua 32 bit(n), v.v.
  - và tiếp tục như trên.

Nói cách khác, bit chẵn lẻ tại vị trí 2k kiểm các bit ở các bit ở vị trí t có giá trị logic của phép toán AND giữa k và t là khác 0

## Ví dụ dùng (11,7) mã Hamming
Lấy ví dụ chúng ta có một từ dữ liệu dài 7 bit với giá trị là "0110101". Để chứng minh phương pháp các mã Hamming được tính toán và được sử dụng để kiểm tra lỗi, xin xem bảng liệt kê dưới đây. Chữ d (data) được dùng để biểu thị các bit dữ liệu và chữ p (parity) để biểu thị các bit chẵn lẻ (parity bits).
Đầu tiên, các bit của dữ liệu được đặt vào vị trí tương thích của chúng, sau đó các bit chẵn lẻ cho mỗi trường hợp được tính toán dùng quy luật bit chẵn lẻ số chẵn.
| Thứ tự bit                            | 1  | 2  | 3  | 4  | 5  | 6  | 7  | 8  | 9  | 10 | 11 |
| Vị trí bit chẵn lẻ và các bit dữ liệu | p1 | p2 | d1 | p4 | d2 | d3 | d4 | p8 | d5 | d6 | d7 |
| Nhóm dữ liệu (không có bit chẵn lẻ):  |    |    | 0  |    | 1  | 1  | 0  |    | 1  | 0  | 1  |
| ------------------------------------- | -- | -- | -- | -- | -- | -- | -- | -- | -- | -- | -- |
| p1                                    | 1  |    | 0  |    | 1  |    | 0  |    | 1  |    | 1  |
| p2                                    |    | 0  | 0  |    |    | 1  | 0  |    |    | 0  | 1  |
| p4                                    |    |    |    | 0  | 1  | 1  | 0  |    |    |    |    |
| p8                                    |    |    |    |    |    |    |    | 0  | 1  | 0  | 1  |
| Nhóm dữ liệu (với bit chẵn lẻ):       | 1  | 0  | 0  | 0  | 1  | 1  | 0  | 0  | 1  | 0  | 1  |
Nhóm dữ liệu mới (new data word) - bao gồm các bit chẵn lẻ - bây giờ là "10001100101". Nếu chúng ta thử cho rằng bit cuối cùng bị thoái hóa (gets corrupted) và bị lộn ngược từ 1 sang 0. Nhóm dữ liệu mới sẽ là "10001100100"; Dưới đây, chúng ta sẽ phân tích quy luật kiến tạo mã Hamming bằng cách cho bit chẵn lẻ giá trị 1 khi kết quả kiểm tra dùng quy luật số chẵn bị sai.
| Thứ tự bit                            | 1  | 2  | 3  | 4  | 5  | 6  | 7  | 8  | 9  | 10 | 11 |              |             |
| Vị trí bit chẵn lẻ và các bit dữ liệu | p1 | p2 | d1 | p3 | d2 | d3 | d4 | p4 | d5 | d6 | d7 | Kiểm chẵn lẻ | Bit chẵn lẻ |
| Nhóm dữ liệu nhận được:               | 1  | 0  | 0  | 0  | 1  | 1  | 0  | 0  | 1  | 0  | 0  | 1            |             |
| ------------------------------------- | -- | -- | -- | -- | -- | -- | -- | -- | -- | -- | -- | ------------ | ----------- |
| p1                                    | 1  |    | 0  |    | 1  |    | 0  |    | 1  |    | 0  | Sai          | 1           |
| p2                                    |    | 0  | 0  |    |    | 1  | 0  |    |    | 0  | 0  | Sai          | 1           |
| p4                                    |    |    |    | 0  | 1  | 1  | 0  |    |    |    |    | Đúng         | 0           |
| p8                                    |    |    |    |    |    |    |    | 0  | 1  | 0  | 0  | Sai          | 1           | chỉ số pk với k=2 mũ 0,1,2,3...m(p1 là lấy 1 bỏ 1, p2 là lấy 2 bỏ 2, p4 lấy 4 bỏ 4)
Bước cuối cùng là định giá trị của các bit chẵn lẻ (nên nhớ bit nằm dưới cùng được viết về bên phải - viết ngược lại từ dưới lên trên).  Giá trị số nguyên của các bit chẵn lẻ là 11(10), và như vậy có nghĩa là bit thứ 11 trong nhóm dữ liệu (data word) - bao gồm cả các bit chẵn lẻ - là bit có giá trị không đúng, và bit này cần phải đổi ngược lại.
|           | p8 | p4 | p2 | p1 |        |
| --------- | -- | -- | -- | -- | ------ |
| Nhị phân  | 1  | 0  | 1  | 1  |        |
| Thập phân | 8  |    | 2  | 1  | Σ = 11 |

Khi hai bit dữ liệu (3,7) có cùng bit chẵn lẻ kiểm tra tại vị trí 2^{k} - ví dụ (1,2) - biến đổi giá trị (lỗi trong truyền thông) thì giá trị của bit chẵn lẻ vẫn đúng như giá trị gốc (0,1)

Việc đổi ngược giá trị của bit thứ 11 làm cho nhóm
10001100100
trở lại thành 
10001100101.
Bằng việc bỏ đi phần mã Hamming, chúng ta lấy được phần dữ liệu gốc với giá trị là 
0110101.
Lưu ý, các bit chẵn lẻ không kiểm tra được lẫn nhau, nếu chỉ một bit chẵn lẻ bị sai thôi, trong khi tất cả các bit khác là đúng, thì chỉ có bit chẵn lẻ nói đến là sai mà thôi và không phải là các bit nó kiểm tra (not any bit it checks).
Cuối cùng, giả sử có hai bit biến đổi, tại vị trí x và y. Nếu x và y có cùng một bit tại vị trí 2k trong đại diện nhị phân của chúng, thì bit chẵn lẻ tương ứng với vị trí đấy kiểm tra cả hai bit, và do đó sẽ giữ nguyên giá trị, không thay đổi. Song một số bit chẵn lẻ nào đấy nhất định phải bị thay đổi, vì x ≠ y, và do đó hai bit tương ứng nào đó có giá trị x và y khác nhau. Do vậy, mã Hamming phát hiện tất cả các lỗi do hai bit bị thay đổi — song nó không phân biệt được chúng với các lỗi do 1 bit bị thay đổi.

## Mã Hamming (7,4)
Hiện thời, khi nói đến mã Hamming chúng ta thực ra là muốn nói đến mã (7,4) mà Hamming công bố năm 1950. Với mỗi nhóm 4 bit dữ liệu, mã Hamming thêm 3 bit kiểm tra. Thuật toán (7,4) của Hamming có thể sửa chữa bất cứ một bit lỗi nào, và phát hiện tất cả lỗi của 1 bit, và các lỗi của 2 bit gây ra. Điều này có nghĩa là đối với tất cả các phương tiện truyền thông không có chùm lỗi đột phát (burst errors) xảy ra, mã (7,4) của Hamming rất có hiệu quả (trừ phi phương tiện truyền thông có độ nhiễu rất cao  thì nó mới có thể gây cho 2 bit trong số 7 bit truyền bị đảo lộn).

### Ví dụ về cách dùng các ma trận thông qua GF(2)[2]
Nguyên lý của mã Hamming bắt nguồn từ việc khai triển và mở rộng quan điểm chẵn lẻ. Việc khai triển này bắt đầu bằng việc nhân các ma trận, được gọi là Ma trận Hamming (Hamming matrices), với nhau. Đối với mã Hamming (7,4), chúng ta sử dụng hai mã trận có liên quan gần gũi, và đặt tên cho chúng là:
{\displaystyle H_{e}:={\begin{pmatrix}1&0&0&0\\0&1&0&0\\0&0&1&0\\0&0&0&1\\0&1&1&1\\1&0&1&1\\1&1&0&1\\\end{pmatrix}}}
và
{\displaystyle H_{d}:={\begin{pmatrix}0&0&0&1&1&1&1\\0&1&1&0&0&1&1\\1&0&1&0&1&0&1\\\end{pmatrix}}}
Các cột vectơ trong {\displaystyle H_{e}} là nền tảng hạch của {\displaystyle H_{d}} và phần trên của {\displaystyle H_{e}} (4 hàng đầu) là một ma trận đơn vị (identity matrix). Ma trận đơn vị cho phép vectơ dữ liệu đi qua trong khi làm tính nhân, và như vậy, các bit dữ liệu sẽ nằm ở 4 vị trí trên cùng (sau khi nhân). Sau khi phép nhân hoàn thành, khác với cách giải thích ở phần trước (các bit chẵn lẻ nằm ở vị trí 2k), trật tự của các bit trong từ mã (codewords) ở đây khác với cách bố trí đã nói (các bit dữ liệu nằm ở trên, các bit kiểm chẵn lẻ nằm ở dưới).
Chúng ta dùng một nhóm 4 bit dữ liệu (số 4 trong cái tên của mã là vì vậy) chủ chốt, và cộng thêm vào đó 3 bit dữ liệu thừa (vì 4+3=7 nên mới có số 7 trong cái tên của mã). Để truyền gửi dữ liệu, chúng ta hãy nhóm các bit dữ liệu mà mình muốn gửi thành một vectơ. Lấy ví dụ, nếu dữ liệu là "1011" thì vectơ của nó là:
{\displaystyle \mathbf {p} ={\begin{pmatrix}1\\0\\1\\1\end{pmatrix}}}
Giả sử, chúng ta muốn truyền gửi dữ liệu trên. Chúng ta tìm tích của {\displaystyle H_{e}} và p, với các giá trị môđulô 2 :
{\displaystyle H_{e}\mathbf {p} ={\begin{pmatrix}1&0&0&0\\0&1&0&0\\0&0&1&0\\0&0&0&1\\0&1&1&1\\1&0&1&1\\1&1&0&1\\\end{pmatrix}}{\begin{pmatrix}1\\0\\1\\1\end{pmatrix}}={\begin{pmatrix}1\\0\\1\\1\\0\\1\\0\end{pmatrix}}=\mathbf {r} }
Máy thu sẽ nhân {\displaystyle H_{d}} với r, để kiểm tra xem có lỗi xảy ra hay không. Thi hành tính nhân này, máy thu được (một lần nữa, các giá trị đồng dư môđulô 2):
{\displaystyle H_{d}\mathbf {r} ={\begin{pmatrix}0&0&0&1&1&1&1\\0&1&1&0&0&1&1\\1&0&1&0&1&0&1\\\end{pmatrix}}{\begin{pmatrix}1\\0\\1\\1\\0\\1\\0\end{pmatrix}}={\begin{pmatrix}0\\0\\0\end{pmatrix}}}
Vì chúng ta được một vectơ toàn số không cho nên máy thu có thể kết luận là không có lỗi xảy ra
Sở dĩ một vectơ toàn số không có nghĩa là không có lỗi, bởi vì khi {\displaystyle H_{e}} được nhân với vectơ dữ liệu, một sự thay đổi trong nền tảng xảy ra đối với không gian bên trong vectơ (vector subspace), tức là hạch của {\displaystyle H_{d}}. Nếu không có vấn đề gì xảy ra trong khi truyền thông, r sẽ nằm nguyên trong hạch của {\displaystyle H_{d}} và phép nhân sẽ cho kết quả một vectơ toàn số không.
Trong một trường hợp khác, nếu chúng ta giả sử là lỗi một bit đã xảy ra. Trong toán học, chúng ta có thể viết:
{\displaystyle \mathbf {r} +\mathbf {e} _{i}}
môđulô 2, trong đó ei là vectơ đơn vị đứng thứ i (ith unit vector), có nghĩa là, một vectơ số 0 có một giá trị một trong vị trí i (tính từ 1 tính đi). Biểu thức trên nói cho chúng ta biết rằng có một bit bị lỗi tại vị trí i.
Nếu bây giờ chúng ta nhân {\displaystyle H_{d}} với cả hai vectơ này:
{\displaystyle H_{d}(\mathbf {r} +\mathbf {e} _{i})=H_{d}\mathbf {r} +H_{d}\mathbf {e} _{i}}
Vì r là dữ liệu thu nhận được không có lỗi, cho nên tích của {\displaystyle H_{d}} và r bằng 0. Do đó
{\displaystyle H_{d}\mathbf {r} +H_{d}\mathbf {e} _{i}=\mathbf {0} +H_{d}\mathbf {e} _{i}=H_{d}\mathbf {e} _{i}}
Vậy, tích của {\displaystyle H_{d}}  với vectơ nền chuẩn tại cột thứ i (the ith standard basis vector) làm lộ ra cột ở trong {\displaystyle H_{d}}, vì thế mà chúng ta biết rằng lỗi đã xảy ra tại vị trí cột này trong {\displaystyle H_{d}}. Vì chúng ta đã kiến tạo {\displaystyle H_{d}} dưới một hình thức nhất định, cho nên chúng ta có thể hiểu giá trị của cột này như một số nhị phân - ví dụ, (1,0,1) là một cột trong {\displaystyle H_{d}}, tương đồng giá trị với cột thứ 5, do đó chúng ta biết lỗi xảy ra ở đâu và có thể sửa được nó.
Lấy ví dụ, giả sử chúng ta có:
{\displaystyle \mathbf {s} =\mathbf {r} +\mathbf {e} _{2}={\begin{pmatrix}1\\1\\1\\1\\0\\1\\0\end{pmatrix}}}
Nếu thi hành phép nhân:
{\displaystyle H_{d}\mathbf {s} ={\begin{pmatrix}0&0&0&1&1&1&1\\0&1&1&0&0&1&1\\1&0&1&0&1&0&1\\\end{pmatrix}}{\begin{pmatrix}1\\1\\1\\1\\0\\1\\0\end{pmatrix}}={\begin{pmatrix}0\\1\\0\end{pmatrix}}}
Tích của phép nhân cho chúng ta một kết quả tương đương với cột thứ 2 ("010" tương đương với giá trị 2 trong số thập phân), và do đó, chúng ta biết rằng lỗi đã xảy ra ở vị trí thứ 2 trong hàng dữ liệu, và vì vậy có thể sửa được lỗi.
Chúng ta có thể dễ dàng thấy rằng, việc sửa lỗi do 1 bit bị đảo lộn gây ra, dùng phương pháp trên là một việc thực hiện được. Bên cạnh đó, mã Hamming còn có thể phát hiện lỗi do 1 bit hoặc 2 bit bị đảo lộn gây ra, dùng tích của {\displaystyle H_{d}} khi tích này không cho một vectơ số không. Tuy thế, song mã Hamming không thể hoàn thành cả hai việc.

## Mã Hamming và bit chẵn lẻ bổ sung
Nếu chúng ta bổ sung thêm một bit vào mã Hamming, thì mã này có thể dùng để phát hiện những lỗi gây ra do 2 bit bị lỗi, và đồng thời nó không cản trở việc sửa các lỗi do một bit gây ra.  Nếu không bổ sung một bit vào thêm, thì mã này có thể phát hiện các lỗi do một bit, hai bit, ba bit gây ra, song nó sẽ cản trở việc sửa các lỗi do một bit bị đảo lộn. Bit bổ sung là bit được áp dụng cho tất cả các bit sau khi tất cả các bit kiểm của mã Hamming đã được thêm vào.
Khi sử dụng tính sửa lỗi của mã, nếu lỗi ở một bit chẵn lẻ bị phát hiện và mã Hamming báo hiệu là có lỗi xảy ra thì chúng ta có thể sửa lỗi này, song nếu chúng ta không phát hiện được lỗi trong bit chẵn lẻ, nhưng mã Hamming báo hiệu là có lỗi xảy ra, thì chúng ta có thể cho rằng lỗi này là do 2 bit bị đổi cùng một lúc. Tuy chúng ta phát hiện được nó, nhưng không thể sửa lỗi được.